# SpaceShip III
SpaceShip III är ett rymdflygplansmodell avsett för kastbanefärder utvecklat av Virgin Galactic. Skeppstypen är en vidareutveckling av SpaceShipTwo. Det första producerade skeppet, VSS Imagine, visades upp 30 mars 2021. Ytterligare ett skepp är planerat att byggas. Skeppen byggs vid Virgin Galactics lokaler i Mojave i Kalifornien. När skeppen är i drift kommer de att flyga från Spaceport America i Nevada.

## Om farkosten
SpaceShip III har plats för sex passagerare utöver de två piloterna. Detta är en utökning med två passagerare jämfört med SpaceShipTwo. Skillnader mot föregångaren är att skeppen blir mer aerodynamiska och har en lägre vikt varför man kan bära fler passagerare. I övrigt är det samma princip bakom båda farkosttyperna. Planen kommer att lyftas upp till en höjd av ca 15 000 meter av WhiteKnightTwo. Väl där släpps flygplanet och den inbyggda raketmotorn tänds och lyfter planet till en höjd av 85-90 km.
Vid avteckningen av VSS Imagnine var det tänkt att flygtester skulle genomföras under sommaren 2021, men dessa har skjutits upp stegvis och kommer att ske tidigast våren 2023. Tidigaste kommersiella flygningen med passagerare kommer att ske tidigast 2024. Den största orsaken till förseningarna har enligt Virgin Galactics VD, Michael Colglazier, varit att de mest erfarna ingenjörerna har använts till att få VSS Unity flygvärdigt igen.